# Horst Holzer
Horst Holzer (* 17. Oktober 1935 in Wiesbaden; † 13. Mai 2000 in München) war ein deutscher Soziologe und Hochschullehrer. Er war einer der prominentesten Betroffenen des Radikalenerlasses.

## Leben
Holzer studierte Volkswirtschaftslehre, Soziologie, Politikwissenschaft und Psychologie an den Universitäten Wilhelmshaven und Frankfurt am Main. In Frankfurt legte er 1963 die Diplomprüfung in Soziologie am Frankfurter Institut für Sozialforschung ab. Anschließend arbeitete er ein Jahr in der Marktforschung, bevor er von 1964 bis 1970 wissenschaftlicher Assistent in München am Institut für Soziologie der Ludwig-Maximilians-Universität (LMU) wurde. Bei Karl Martin Bolte wurde er 1967 dann mit einer wirtschaftswissenschaftlichen Arbeit über Illustrierte und Gesellschaft promoviert.
Holzer initiierte 1968 an seinem Institut zusammen mit seinem Kollegen Conrad Schuhler ein wegweisendes Modell zur demokratischen Mitbestimmung der Studenten. 1970 habilitierte er mit einer Arbeit, die später unter dem Titel Gescheiterte Aufklärung? Politik, Ökonomie und Kommunikation in der Bundesrepublik Deutschland publiziert wurde.
1971 wurde er Wissenschaftlicher Rat und C3-Professor an der LMU. Im gleichen Jahr erhielt er einen Ruf an die Universität Bremen, 1972 an die Universität Oldenburg, 1973 an die FU Berlin bzw. PH Berlin. Keiner der Rufe wurde realisiert, da ihm als DKP-Mitglied aufgrund des Radikalenerlasses die Anstellung verweigert wurde. Dabei ließ Holzer sich weder in seinem wissenschaftlichen Wirken noch seinem politischen Handeln als linientreuer Parteikommunist verorten: Seine Texte waren nie Ideologie, sondern stets Wissenschaft, und als die DDR-Behörden 1976 Wolf Biermann ausbürgerten, stimmte Holzer spontan einem von Wolfgang Abendroth und Günter Wallraff initiierten Beschwerdetelex an das Politbüro des ZK der SED zu.
Der Freistaat Bayern strengte dennoch 1974 gegen Holzer wegen dessen DKP-Mitgliedschaft ein Disziplinarverfahren an, als seine Verbeamtung auf Lebenszeit anstand. Es endete trotz öffentlicher Proteste (z. B. vom PEN-Club) 1980 mit der Entfernung Holzers aus seiner Münchner Stelle als Professor. Bereits zuvor wurden Holzers Schriften aus der Universitätsbibliothek entfernt. Dies wurde seitens des bayerischen Kultusministeriums unter Hans Maier als „langfristige Entleihung“ zur Vorbereitung des Verwaltungsgerichtsverfahrens deklariert, doch wurden zudem auch die zugehörigen Karteikarten aus dem Bestandskatalog der Bibliothek entfernt. Er behielt eine Privatdozentur an der LMU, doch deren Versuch, ihn 1994 zum außerplanmäßigen Professor zu ernennen, scheiterte am Widerstand des Kultusministeriums.
1977 hatte Holzer eine Gastprofessur am Literaturwissenschaftlichen Institut der Universität Hamburg, 1977/78 einen Lehrauftrag der TU Berlin, 1978 einen Lehrauftrag der Universität Bremen und von 1984 bis 1995 einen der Universität für Bildungswissenschaft in Klagenfurt. 1998 gab er seine Privatdozentur in München auf, zwei Jahre später verstarb er an einem Herzleiden.

## Werk
Holzer gilt als maßgeblicher Begründer der kritischen Theorie in den Kommunikationswissenschaften. Schon in seiner Dissertation wandte er Methoden der empirischen Forschung auf Massenkommunikation an. Er verband quantitative Analysen der untersuchten Medien mit qualitativen Interpretationen und führte dabei Theorien und Methoden der Soziologie, Psychologie, der Politikwissenschaft und der Ökonomie zusammen. Als „schulbildend“ bezeichnete noch 2000 Wolfgang R. Langenbucher die Methodenreflexion in Holzers Dissertationsarbeit.
Seine Analysen werden methodisch als „normative“ Herangehensweise bezeichnet. Seine theoretischen Grundlagen waren bis in die 1980er Jahre Marxismus und historischer Materialismus. Als analytische Kriterien verwendete er den staatsmonopolistischen Kapitalismus sowie verdeckte und verschleierte Herrschaftsverhältnisse. Er verband seine Analysen mit der Forderung nach einer Abkehr vom „Neopositivismus“ in den Kommunikationswissenschaften. In späteren Jahren wurden seine Positionen gemäßigter und er griff neuere Methoden wie Funktionalismus und Systemtheorie auf.
Seine fachliche Rezeption wurde durch die politische Verfolgung stark gemindert. Als einziger Schüler Holzers gilt Hans-Jürgen Weiß (FU Berlin 1994–2009).

## Publikationen
- Medienkommunikation, Opladen: Westdt. Verl., 1994
- Die Privaten, Köln: Pahl-Rugenstein, 1989
- Kommunikation oder gesellschaftliche Arbeit? Berlin: Akad.-Verl., 1987
- Facsimile-Querschnitt durch die Quick Bern: Scherz, [1985]
- Theorieprogramme und Kapitalismus, Frankfurt/Main: Verlag Marxistische Blätter, 1985
- Theorieprogramme und Kapitalismus, Berlin: Akademie-Verlag, 1985
- Orwell & [und] Bundesrepublik, Frankfurt am Main: Verlag Marxistische Blätter, 1984
- Soziologie in der BRD, Frankfurt/Main: Verlag Marxistische Blätter, 1982
- Soziologie in der BRD, Berlin: Akademie-Verlag, 1982
- Verkabelt und verkauft? Frankfurt am Main: Verlag Marxistische Blätter, 1981
- Medien in der BRD, Köln: Pahl-Rugenstein, 1980
- Evolution oder Geschichte? Berlin: Akademie-Verlag, 1979
- Evolution oder Geschichte? Köln: Pahl-Rugenstein, 1978
- Sociología de la comunicación, Madrid: Akal, 1978
- Gesellschaft als System, Frankfurt am Main: Verlag Marxistische Blätter, 1977
- Kapitalismus als Abstraktum? Berlin: Akademie-Verlag, 1977
- Kapitalismus als Abstraktum? Frankfurt/Main: Verlag Marxistische Blätter, 1977
- Kommunikationssoziologie, Reinbek bei Hamburg: Rowohlt, 2. Aufl. 1976 [11.–13. Tsd.]
- Report, Kabelfernsehen in der BRD, Frankfurt am Main: Verlag Marxistische Blätter, 1976
- Sprache und Gesellschaft, Hamburg: Hoffmann und Campe, 2. Aufl. 1975 [6.–8. Tsd.]
- Theorie des Fernsehens, Hamburg: Hoffmann und Campe, 1975 [1.–5. Tsd.]
- Kinder und Fernsehen, München: Hanser, 1974
- Kommunikationssoziologie, Reinbek (bei Hamburg): Rowohlt, 1973 [1.–10. Tsd.]
- Sprache und Gesellschaft, Hamburg: Hoffmann und Campe, 1972 [1.–5. Tsd.]
- Gescheiterte Aufklärung? München: Piper, 1971
- Sexualität und Herrschaft [S. l.]: [s.n.], [circa 1970], [Raubdr.]
- Massenkommunikation und Demokratie in der Bundesrepublik Deutschland, Opladen: Leske, 1969
- Facsimile-Querschnitt durch die Quick, München: Scherz, 1968
- Illustrierte und Gesellschaft, Freiburg i. Br.: Rombach,
- Selbstverständnis und Inhaltsstruktur aktueller Illustrierten, München 1966